# Gregorio Torres Ramírez
Gregorio Torres (Guadalajara, Jalisco, México, 3 de septiembre de 1985) es un futbolista mexicano. Su posición es Mediocampista y su actual equipo es Jaguares de Jalisco de la Liga de Balompié Mexicano.

## Trayectoria
Gregorio Torres comenzó su carrera profesional en el Atlas donde disputó 28 encuentros marcando 1 gol, debutó en la Primera División Mexicana el 8 de abril de 2006, en un partido ante el Santos Laguna.

## Clubes
| Club                    | País          | Año         |
| ----------------------- | ------------- | ----------- |
| Atlas                   | México        | 2005        |
| Coyotes de Sonora       | México        | 2005        |
| Atlas                   | México        | 2006 - 2007 |
| Cruz Azul               | México        | 2007        |
| Santos Laguna           | México        | 2008 - 2009 |
| Pachuca                 | México        | 2009 - 2010 |
| Atlas                   | México        | 2010        |
| Club León               | México        | 2011        |
| Daejeon Citizen         | Corea del Sur | 2012        |
| Atlas                   | México        | 2012 - 2013 |
| Correcaminos UAT        | México        | 2014 - 2015 |
| Venados Fútbol Club     | México        | 2015        |
| Real Estelí Futbol Club | Nicaragua     | 2016 - 2020 |
| Jaguares de Jalisco     | México        | 2021 - Act. |